# Бракемар
Э. Кастл, «Школы и мастера фехтования»
Бракемар (фр. braquemar, braquemart, braquemard) — западноевропейский меч с коротким, широким клинком.
Согласно Кастлу, бракемар родственен таким видам оружия как малхус, анелас, coustil a croc, epees de passot, lansquenettes — эти названия возможно использовались как синонимы, но бракемар отличался от всех перечисленных тем, что мог быть и большим мечом, но обязательно с широким клинком.
Стоун датирует бракемары XVI веком и считает, что их внешний вид точно неизвестен, Кастл же называет их средневековыми мечами, не уточняя периода, и приводит рисунки двух экземпляров и фотографию ещё одного, датированного XVI веком. Французская «Универсальная энциклопедия» относит бракемары к XIV—XV столетиям.
Название, вероятно происходит от валлон. braquet — широкий меч. Позднее, во времена наполеоновских войн, сабля французских солдат называлась в просторечии похожим словом — фр. briquet. Во французском языке braquemart также является жаргонным названием пениса.